# Golpe de Estado de julio de 1936 en Madrid
El golpe de Estado de julio de 1936 contra el gobierno de la Segunda República española, que dio comienzo a la Guerra Civil, no logró triunfar en Madrid, lo que llevaría al fracaso de la sublevación militar en todo el centro de España. La toma del cuartel de la Montaña, realizada el 20 de julio por las fuerzas militares y de orden público fieles al gobierno republicano, apoyadas por milicias obreras, fue determinante para el fracaso de la sublevación en Madrid.

## Antecedentes: la conspiración militar
Desde la victoria electoral del Frente Popular en las elecciones de febrero de 1936 se venía fraguando una conspiración por parte de elementos militares (aunque también civiles). La dirección de la misma la ejercía el general Mola, desde Pamplona, encargándose de que las distintas ramificaciones de la misma estuvieran bajo una sola dirección, fuera el caso de la conspiración en el Protectorado marroquí, en las islas Canarias o en la capital, Madrid.
A principios de julio se palpaba como inminente la sublevación, y aunque se desconocía la fecha exacta, tras el asesinato de José Calvo Sotelo el día 13 ya quedó claro que ésta no tardaría en producirse. El viernes 17 de julio por la tarde comenzó la sublevación en Melilla (y con esta ciudad, todo el Marruecos español). Con ello, la sublevación se extendió por la península a partir del día siguiente.

## La conspiración militar en Madrid
En Madrid se encontraba la principal concentración de fuerzas militares. La organización militar territorial se componía de los cuarteles de la 1.ª División Orgánica, once regimientos, cuatro batallones independientes, dos grupos de artillería especializados, las fuerzas y parques divisionarios y del Cuerpo de Ejército, el depósito de Remonta, algunas escuelas militares y la administración de los ejércitos. En los alrededores estaban los aeródromos militares de Getafe y Cuatro Vientos con ocho escuadrillas operativas, junto con el recién estrenado de Barajas, de uso civil. En los primeros días de la sublevación se trasladaron a Madrid diversas compañías de Asalto de las dos Castillas al mando del coronel de caballería Pedro Sánchez Plaza, de cuyo republicanismo no se dudaba. La Guardia Civil estaba a cargo del general Sebastián Pozas Perea y del general José Sanjurjo y Rodríguez de Arias, como subordinado, ambos militares leales a la República. En total había en Madrid veinticinco compañías de Asalto, catorce de la Guardia Civil, cinco de Carabineros y tres escuadrones de seguridad. Sebastián Pozas era el hombre clave para hacer fracasar la sublevación en Madrid. Exhortó a todas las Comandancias de la Benemérita lealtad al Gobierno, ordenando el arresto inmediato de cualquier militar que abandonara su destino.
El principal contacto de Mola en Madrid era el comisario Santiago Martín Báguenas, jefe superior de policía de Madrid. Mola había diseñado el plan para Madrid confiando sólo en tres generales: general Fanjul, García de la Herrán y Villegas, y a cada uno se le había dado un cometido específico para el día 19. El problema era que cada uno de ellos estaba en la reserva y, consiguientemente, desconectados de la cadena de mando. Las primeras noticias de la sublevación en África llegan a Madrid por la tarde-noche del 17, y el Gobierno desarrolla una actividad febril.
El domingo 19, tras los fallidos intentos telefónicos del recién nombrado presidente del Gobierno Diego Martínez Barrio de conciliar el Gobierno con los militares sublevados, se da la orden de acuartelar en Madrid las tropas de la 1.ª División Orgánica ya al mando del general Miaja (nombrado por Martínez Barrio). La instrucción de última hora enviada, procedente de Mola a los tres generales de Madrid, es la de contemporizar con el Gobierno hasta la llegada de tropas del norte, y en caso de verse copados, sacar las tropas de los cuarteles y dirigirse a la sierra de Guadarrama.[cita requerida] Ese mismo día 19 dimite Martínez Barrio, presionado por diversos estamentos. La 1.ª División pasa provisionalmente a cargo de Manuel Cardenal Dominicis que finalmente recae en el general Luis Castelló Pantoja que se hallaba de camino de Badajoz a Madrid desde el día 18. Se hace cargo de la Presidencia José Giral, que adopta la decisión de armar al "pueblo", lo cual suponía sacar el armamento de inmediato de los cuarteles. En una reunión nocturna del día 19 decide que el jefe de la I División sea el general Celestino García Antúnez, aunque al día siguiente recayó sobre el general Riquelme.
El domingo 19 con excepción de Marruecos, Pamplona y Zaragoza, poco se sabía sobre qué guarniciones se encontraban en rebeldía. La situación de la conspiración en Madrid era completamente caótica: nadie parecía saber qué hacer, y Mola no había conseguido coordinar las acciones de los conspiradores. No se sabía la actitud de los oficiales del ejército que rodeaban a Joaquín Fanjul o si el comandante de la 1.ª Brigada de Infantería (el general Miaja) estaba o no con los rebeldes. En el último minuto ni siquiera se sabía quién dirigía la sublevación en Madrid, si el políticamente activo Fanjul o García de la Herrán, general al mando del regimiento de Carabanchel. Además, faltaba el nervio de la conspiración madrileña, el coronel Galarza, El Técnico y coordinador del plan, que había sido arrestado.
Según los planes iniciales de Mola, el general Fanjul se debía hacer cargo de la 1.ª División Orgánica, y García de la Herrán del Campamento de Carabanchel como apoyo. El general Villegas dirigía la Unión Militar Española y era el encargado de dirigir la rebelión en Madrid, pero estaba muy vigilado por la policía. Ninguno de los tres había desarrollado una estrategia concreta para el día 19. El general Fanjul, debido al cariz de los acontecimientos, pensaba viajar a Burgos, pero una visita del comandante Castillo a su vivienda (sita en la calle Mayor n.º 28) le hizo cambiar de opinión y se personó a mediodía del día 19 en el Cuartel de la Montaña vestido de paisano acompañado de su hijo. Se instaló en el despacho de Serra y allí redactó un bando de guerra que nunca llegó a ser publicado. Durante estas horas intentó comunicarse con el Campamento de Carabanchel. Justo en esos instantes se interrumpió la comunicación al ser intervenidas por el Gobierno. Las piezas de artillería de 7.5 milímetros no pudieron utilizarse a causa de las operaciones de mantenimiento a la que se veían sometidas desde días antes.
Entre tanto, el gobierno republicano se decidió finalmente a repartir fusiles, siendo entregados desde el Ministerio de la Guerra hacia los centros de la CNT y la UGT. Los fusiles indicados para ser repartidos eran en primera instancia los 65 000 fusiles almacenados en el Parque de Artillería que tenían los cerrojos en el Cuartel de la Montaña. El teniente Rodrigo Gil, jefe del Parque de Artillería, ya había repartido 5000 fusiles con dotación completa. Muchos de los que recibieron esas primeras armas fueron militantes de la Confederación Nacional del Trabajo (CNT) y entre ellos figuraba Cipriano Mera, anarquista recién salido ese día de la Cárcel Modelo. En este instante se planteó un grave problema: se entregaron 65 000 fusiles, pero de estos solo 5000 tenían cerrojo. Los 60 000 cerrojos restantes estaban en el Cuartel de la Montaña. El ministro de la Guerra ya había ordenado al coronel Serra, al mando del cuartel, que los entregara. Ante el requerimiento oficial, se negó rotundamente y la Dirección General de Seguridad cortó las comunicaciones del cuartel. Su negativa a hacerlo señaló el comienzo de la sublevación militar en Madrid.

## Cuartel de la Montaña

### Asedio al cuartel
El general Fanjul llegó al cuartel la misma tarde del 19 de julio. Este era un gran edificio de planta irregular, situado al oeste de Madrid, que dominaba el valle del río Manzanares, y estaba al mando del coronel Moises Serra. A lo largo del día se habían ido reuniendo oficiales de otros cuarteles y bastantes falangistas y monárquicos. El general Fanjul les soltó un discurso sobre los objetivos del alzamiento y su legalidad. Luego los rebeldes intentaron lanzarse a las calles de la capital, pero para entonces ya se había reunido ante las puertas del cuartel una multitud. Entre dicha multitud, organizada por los sindicatos UGT, CNT y otros partidos políticos, la mayoría iban armados con los 5000 fusiles que se habían repartido y con armas propias de los sindicatos. Por otro lado estaban presentes numerosos miembros de la Guardia de Asalto y de la Guardia Civil: En total unos 8000 congregados en torno al cuartel.
La densidad de la multitud impidió salir a los rebeldes, por lo que éstos recurrieron a disparar con las ametralladoras. La multitud se replegó, pero no ocurrió nada más hasta la mañana siguiente. Durante la noche del 19 al 20 de julio, los partidos obreros tenían el control efectivo de la capital mientras los republicanos leales consolidaban su posición en los ministerios, particularmente en el Ministerio de la Guerra. Al Cuartel de la Montaña se le puso un cerco por la Guardia Civil y de Asalto, seguido del batallón de socialistas y detrás los nuevos grupos armados. Poco a poco se fue calentando el ambiente, el Cuartel fue bombardeado por aire y tierra. El teniente Urbano Orad de la Torre, en conjunción con el teniente Vidal, fueron disparando salvas contra los muros del Cuartel por tres piezas de artillería que llegaron al lugar (arrastradas por un camión de cerveza) y más tarde contaron con la aviación de Getafe, que se había mantenido fiel al gobierno bajo la acción de Ignacio Hidalgo de Cisneros. En el interior, Fanjul, aunque confiado y con 2000 soldados y 500 falangistas y monárquicos, no tenía ningún medio de comunicarse con las demás guarniciones de la capital. En aquellos momentos, las guarniciones solo podían comunicarse entre ellas por medio de señales hechas por encima de los tejados. A pesar de todo, de esta forma Fanjul imploró al general García de la Herrán (que se encontraba en Carabanchel) que le enviase refuerzos.
Lo cierto es que fue un error fatal encerrarse en el Cuartel de la Montaña de esta manera. Allí Fanjul esperó ayuda pero fue directo al desastre. Para las 10 y media de la mañana del 20 de julio, Fanjul y Serra estaban heridos. La caída de una bomba en el patio interior causó algunos heridos más pero, sobre todo, la moral de los sitiados cayó en picado ante el empeoramiento de la situación. La artillería también estaba siendo eficaz. Unos minutos más tarde apareció una bandera blanca en una de las ventanas que daban a la calle Ferraz y la multitud avanzó hacia el edificio para recibir la esperada rendición. Pero fue recibida con fuego de ametralladoras, hecho que se repitió dos veces más y que enloqueció a los atacantes. La cuestión de las banderas se debió más a la confusión reinante dentro de los sitiados que a una decisión premeditada.

### Asalto
Pocos minutos antes del mediodía, la Guardia Civil entró en el Cuartel. La gran puerta del cuartel cedió ante los repetidos asaltos. Y en ese momento la multitud penetró violentamente en el patio, donde, durante unos minutos, todo fue histeria y gran carnicería. De repente, un miliciano apareció en una de las ventanas exteriores y empezó a tirar fusiles a la excitada multitud que todavía estaba en la calle. Por otro lado, un gigantesco miliciano se creyó en el deber de arrojar, uno tras otro, a los oficiales desarmados, que gritaban de terror, desde la galería más alta del cuartel a la desenfrenada masa que se acumulaba en el patio principal. Lo que ocurrió a continuación escapa a toda descripción: Murieron unos 200 defensores, entre ellos Serra. Unos 12 oficiales sobrevivieron al linchamiento y otros 14 fueron hechos prisioneros, siendo enviados a la Cárcel Modelo. El general Fanjul pudo ser sacado de allí con dificultad para ser juzgado por rebelión militar.

## Otros focos de la rebelión
El resto de los cuarteles de Madrid tampoco sacaron las fuerzas a la calle. El cuartel de Pacífico fue rendido el día 19, así como el cuartel de Infantería de María Cristina. Fuera de la capital, en las restantes guarniciones militares hubo diversos conatos de rebelión, pero la mayoría acabaron en un rotundo fracaso.
Un intento de sublevación en la base aérea de Getafe fue aplastado por los militares leales. En el regimiento de artillería de Getafe también hubo algún intento que pudo ser controlado; el comandante Enrique Jurado Barrio se hizo cargo de la unidad. Los cuarteles de Carabanchel —sede del regimiento de infantería «Wad-Ras»— se mantuvieron fieles tras la muerte del general García de la Herrán a manos de sus propios soldados cuando intentaba sublevar los cuarteles; el comandante del regimiento, coronel Tulio López, acordó rendirse. El capitán Miguel Melero Blanco tuvo un importante rol en el aplastamiento de los rebeldes en Carabanchel. En el regimiento de carros de combate algunos oficiales eran partidarios de la sublevación —en contra del parecer del comandante de la unidad, el coronel Ángel Cuadrado Garcés—; sin embargo, este foco minoritario pudo ser rápidamente controlado y el cuartel sería ocupado por guardias civiles, soldados y milicianos.
La excepción fue el Regimiento de transmisiones de El Pardo —al mando del coronel Juan Carrascosa Revellat— que, siguiendo las instrucciones dadas por Mola, se embarcó en camiones y se dirigió al puerto de Navacerrada y allí convenció a las tropas de Asalto leales que se dirigían a La Granja para cortar el avance de una columna procedente de Valladolid. Las fuerzas del regimiento de trasmisiones lograron alcanzar la zona controlada por los sublevados.
El 20 de julio, en Alcalá de Henares una parte de la oficialidad se sublevó y dio muerte al teniente coronel Mariano Monterde Hernández —comandante de militar de la plaza—, mientras que el teniente coronel Gumersindo de Azcárate —comandante del batallón ciclista— resultó herido. El comandante Baldomero Rojo se autonombró jefe militar de la plaza, proclamándose el estado de guerra y ocupándose los principales centros administrativos. Sin embargo, los sublevados no tomaron ningún acción concreta ni tampoco organizaron la defensa de la localidad. La aviación leal procedente del cercano aeródromo militar de Alcalá de Henares comenzó a actuar, desmoralizando a los rebeldes; por su parte, una potente columna procedente de Madrid —al mando del coronel Ildefonso Puigdengolas— logró acabar con la resistencia al mediodía del 21 de julio, haciendo algunos prisioneros. Puigdengolas, sin embargo, no logró evitar que se produjeran desórdenes y quema de iglesias por la multitud exaltada.

## Consecuencias
La caída del Cuartel de la Montaña fue el icono de la victoria frente a la rebelión militar. Según Hugh Thomas, los milicianos no se hicieron con un gran número de armas y municiones pues las preciosas reservas de estas que había en el cuartel pudieron ser llevadas al ministerio de la Guerra por los guardias de Asalto. Sin embargo, Pilar Mera Costas afirma que cuando el ministro de la Guerra envió al cuartel a varios militares para que se hicieran cargo del arsenal, se encontraron con que todas las armas, incluidos los cerrojos, ya habían sido repartidas entre las organizaciones obreras.
La victoria republicana al aplastar la sublevación militar en Madrid fue decisiva para poder reorganizar las fuerzas de la capital y trasladarlas a la sierra, donde frenarían a las tropas de Mola, o para aplastar a las guarniciones de Guadalajara y Toledo que se habían sublevado también. Los cabecillas de la sublevación acabaron hechos prisioneros o muertos, como fue el caso de los coroneles Tomás Fernández de la Quintana (regimiento de zapadores-minadores), Pedro Ramírez Ramírez (regimiento de artillería de Getafe) y Enrique Cañedo Argüelles (regimiento de artillería a caballo).